# Rombaksbroen
Rombaksbroen (norsk: Rombaksbrua) er en hængebro som krydser fjorden Rombaken i Narvik kommune i Nordland fylke i Norge. Broen er 765 meter lang med længste spænd på  325 meter og en gennemsejlingshøjde på 41 meter. Rombaksbroen blev åbnet 26. september 1964 og er en del af Europavej 6. Broen med tilførselsveje afløste færgeforbindelsen mellem Narvik og Øyjord, som havde eksisteret siden 1927.
Det arbejdes med planer for en ny, lang bro mellem Narvik og Øyjord – Hålogalandsbroen. Rombaksbroen har en vægtgrænse på 90 ton, og vejen nord for Rombaksbroen har risiko for nedstyrtninger. Når Hålogalandsbroen bliver bygget, vil man spare 17 km og 15-20 minutter på strækningen Narvik-Bjerkvik. Byggeriet blev påbegyndt 18. februar 2013, og broen ventes åbnet i  2016.
- Wikimedia Commons har flere filer relateret til Rombaksbroen

68°26′29″N 017°42′19″Ø / 68.44139°N 17.70528°Ø